# Елецкий округ
Еле́цкий о́круг — административно-территориальная единица, входившая в состав Центрально-Чернозёмной области РСФСР в 1928—1930 гг. Административным центром округа был город Елец.

## История
14 мая 1928 года ВЦИК и СНК РСФСР приняли постановление об образовании на территории бывших Воронежской, Курской, Орловской и Тамбовской губерний Центрально-Чернозёмной области (ЦЧО) с центром в городе Воронеже.
16 июля 1928 года был определен состав округов ЦЧО, а 30 июля 1928 года — сеть районов. Всего было создано 11 округов и 178 районов. В числе прочих, в составе Центрально-Чернозёмной области был образован Елецкий округ. Округ состоял из 20 районов.
В 1930 году существование округов было признано нецелесообразным и 23 июля 1930 года по постановлению ЦИК и СНК СССР окружное деление было упразднено. Елецкий округ был ликвидирован, входившие в него районы, а также города Елец и Липецк как самостоятельные административные единицы, стали подчиняться непосредственно областному центру ЦЧО.
Бо́льшая часть районов, образованных в составе Елецкого округа (включая территорию упразднённых впоследствии районов), входит в современную Липецкую область.

## Состав округа
- Больше-Полянский район
- Боринско-Заводской район
- Волновский район
- Воловский район
- Волынский район
- Долгоруковский район
- Должанский район (в настоящее время входит в состав Орловской области)
- Елецкий район
- Задонский район
- Измалковский район
- Краснинский район
- Лебедянский район
- Ливенский район (в настоящее время входит в состав Орловской области)
- Липецкий район
- Русско-Бродский район (ныне упразднён; на территории Орловской области)
- Становлянский район
- Студенецкий район
- Тербунский район
- Трубетчинский район
- Шиловский район